# Manuela Roka Botey
Manuela Roka Botey (Bariobé, 1973[cita requerida]) es una política ecuatoguineana que se desempeñó como primera ministra de su país desde el 1 de febrero de 2023 hasta el 17 de agosto de 2024, cuando sustituyó a Francisco Pascual Obama Asue, que dimitió junto a todo su gabinete dos meses después de las elecciones generales de 2022. Anteriormente había sido ministra delegada de Educación y vicerrectora de la Facultad de Letras y Ciencias Sociales de la Universidad Nacional de Guinea Ecuatorial (UNGE).
Roka fue la primera mujer en ocupar el cargo, lo cual fue destacado por el vicepresidente del país e hijo del jefe de Estado desde el año 1979, Teodoro Nguema Obiang Mangue, en unas declaraciones para TVGE: «Esta es una prueba más del compromiso con la igualdad de género en el país».

## Biografía
Manuela Roka Botey nació en la localidad ecuatoguineana de Bariobé, del distrito de Baney, en la provincia de Bioko del Norte, isla de Malabo.
Completó sus estudios iniciales y de secundaria en 1987. Se licenció de Misionología por la Universidad Urbaniana de Roma (Italia) en 1999. Más tarde cursó la licenciatura de Ciencias de la Educación por la Universidad Nacional de Educación a Distancia de España, obteniendo la citada licenciatura en 2006 con la especialidad de Organización y Gestión de Centros Educativos. En 2008 obtuvo el certificado de Docencia Universitaria por la Universidad de Alcalá de Henares, donde también obtuvo el Diploma de estudios Avanzados DEA. En 2015 obtuvo su doctorado en Educación en el área de Planificación e Innovación Educativa por la Universidad de Alcalá de Henares.

## Carrera profesional

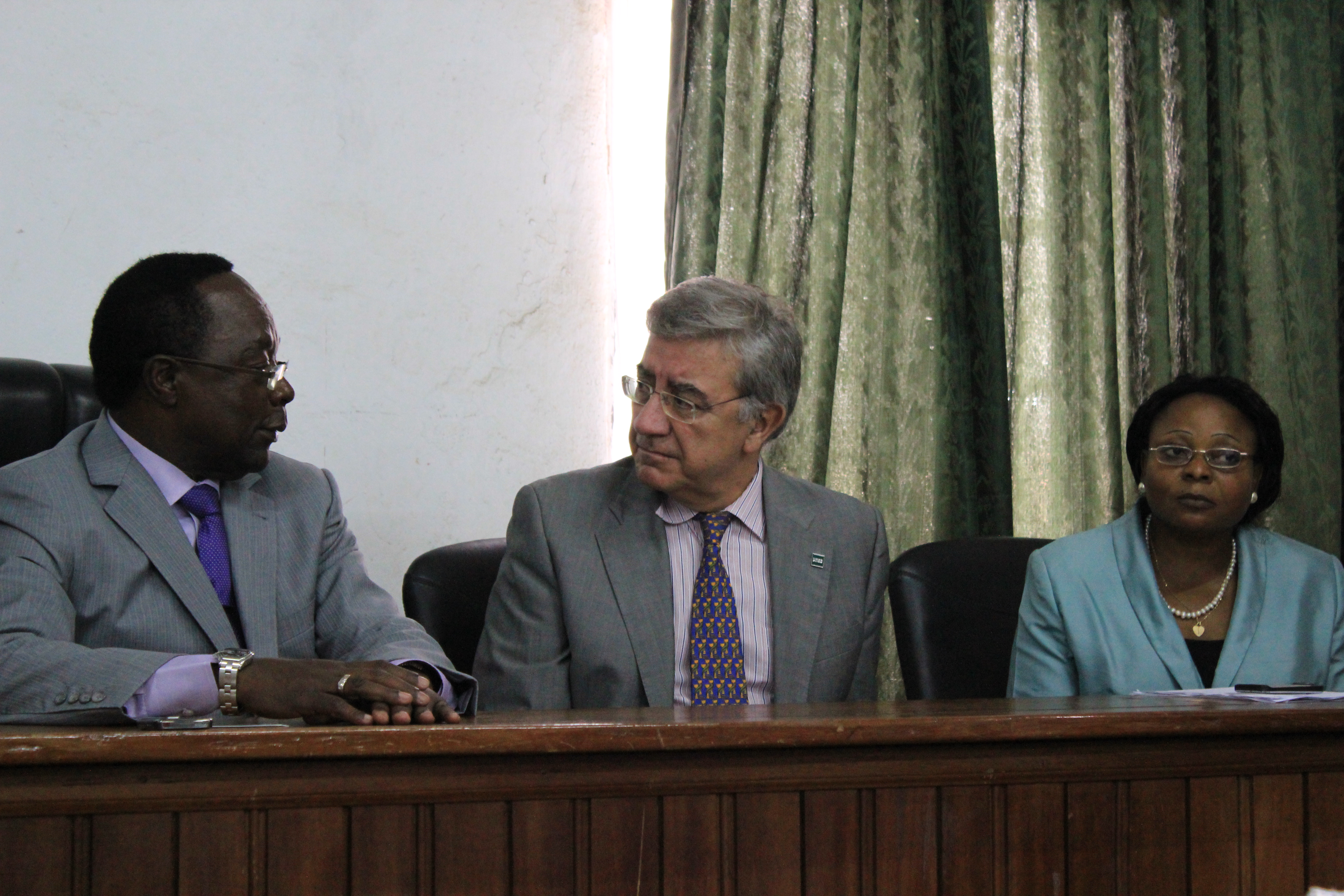
Manuela Roka Botey con los rectores de la UNGE y de la UNED en los 30 años de los programas educativos de la UNED en Guinea Ecuatorial.

Manuela Roka Botey ha trabajado como docente en varios centros del sistema educativo de Guinea Ecuatorial. En el que más tiempo estuvo fue el Instituto E Waiso Ipola, en el que se desempeñó durante 13 años llegando a ser Jefa de estudios. Dio clases de secundaria en dos centros públicos de secundaria: Aneja Luhter King y Bioko Norte. Ha sido profesora universitaria de la Universidad de Educación a Distancia, Vicedecana de la Facultad de Letras y Ciencias Sociales, Vicerrectora encargada de Asuntos Académicos en la Universidad Nacional de Guinea Ecuatorial (UNGE), donde también ha sido profesora de dedicación exclusiva y Directora de Coordinación Científica en el Consejo de Investigación Científica y Tecnológica (CICTE).

## Carrera política

### Ministra delegada
En 2018 fue nombrada ministra delegada del Ministerio de Educación y Cultura de Guinea Ecuatorial. En su paso por el ministerio, tuvo una participación en la defensa de la primera tesis doctoral en el Centro Internacional de Postgrados de Guinea Ecuatorial.

### Primera ministra
El 31 de enero de 2023, el primer vicepresidente de Guinea Ecuatorial, Teodorín Nguema Obiang, anunció que se iba a proponer a Manuela Roka Botey como nueva primera ministra del país tras la dimisión en bloque del gabinete presidido por Francisco Pascual Obama Asue. Tal como se anunció, al día siguiente Roka Botey fue propuesta por el presidente Teodoro Obiang Nguema como primera ministra y juró el cargo junto a los nuevos miembros del gabinete gubernamental. En agosto de 2024, Roka Botey y su gobierno presentaron su renuncia.

## Publicaciones
Tesis doctoral:
- «La planificación docente en el aula de Educación Secundaria: Guinea Ecuatorial» (2016/02). Director de tesis: Martín Bris, Mario. Universidad de Alcalá.[9]